# Mike Robertson
Mike Robertson, né le 26 février 1985 à Edmonton, Alberta, est un snowboarder canadien, spécialisé dans l'épreuve de cross dont il a été le vice-champion olympique en 2010.

## Palmarès

### Jeux olympiques
- Jeux Olympiques de 2010 à Vancouver (Canada) :
  -  Médaille d'argent en Cross.